# Пельзин
Пельзин (нем. Pelsin) — община в Германии, в земле Мекленбург — Передняя Померания. 
Входит в состав района Восточная Передняя Померания. Подчиняется управлению Анклам-Ланд.  Население составляет 316 человек (на 31 декабря 2006 года). Занимает площадь 14,92 км².